# Mesochorus obsoletus
Mesochorus obsoletus är en stekelart som beskrevs av Dasch 1971. Mesochorus obsoletus ingår i släktet Mesochorus och familjen brokparasitsteklar. Inga underarter finns listade i Catalogue of Life.